# Devils du New Jersey
Les Devils du New Jersey, en anglais New Jersey Devils, sont une franchise professionnelle de hockey sur glace basée à Newark 
dans le New Jersey. Ils sont membres de la Ligue nationale de hockey et jouent dans l’association de l’Est (division Métropolitaine), en compagnie notamment des autres équipes new-yorkaises, soit les Rangers de New York et les Islanders de New York.
La franchise est fondée en 1974 à Kansas City dans le Missouri, sous le nom des Scouts de Kansas City, avant de déménager à Denver dans le Colorado deux saisons plus tard, devenant les Rockies du Colorado. L'équipe s’établit définitivement dans le New Jersey en 1982 et prend son nom actuel.
De son arrivée dans le New Jersey à la saison 2007-2008, l’équipe joue ses matchs à domicile dans la patinoire du Continental Airlines Arena pendant environ 25 ans, avant de déménager dans la patinoire du Prudential Center. 
Sous la direction du directeur général Louis Lamoriello arrivée en 1987, les Devils ont remporté la Coupe Stanley à trois reprises en 1995, 2000 et 2003.
Les Devils entretiennent une forte rivalité avec les Flyers de Philadelphie et les Rangers de New York, cette dernière étant parfois surnommée Hudson River rivalry, la rivalité du fleuve Hudson. Ce surnom est dû au fleuve qui sépare New York de Newark.

## Historique

### Les premiers temps

#### Les Scouts
Le 8 juin 1972, la ville de Kansas City reçoit le droit d’avoir une équipe de la LNH  dans le cadre d’une période d’extension et le premier choix de nom est MO-Hawks afin d’essayer de réunir dans le nom le nom des deux États sur laquelle la ville se situe (États du Missouri et du Kansas). Mais les Black Hawks de Chicago s’opposent alors à ce nom et le second choix, les Scouts, est alors adopté en référence à une statue de la ville.
Le 9 octobre 1974, les Scouts entrent sur la glace pour la première fois à Toronto contre les Maple Leafs et perdent 6-2. En raison d’un rodéo ayant lieu dans le tout nouveau complexe de la ville, la Kemper Arena, les Scouts sont forcés d’attendre neuf matchs avant de pouvoir faire leurs débuts à domicile. Néanmoins, ils perdent ce match contre les Black Hawks sur le score de 4-3. La nuit suivante, ils battent les nouveaux venus des Capitals de Washington 5-4. Les Scouts échouent dans leurs tentatives de se qualifier pour les séries éliminatoires à chaque saison à Kansas City et n’ont gagné que vingt-sept matchs sur cent-soixante rencontres jouées en deux saisons.
Bien qu’ils ne sont pas dans une situation aussi difficile que celle des Capitals de Washington, l’équipe souffre de la crise économique dans le Midwest. Lors de leur deuxième saison, les Scouts ne parviennent à vendre que seulement 2 000 des 8 000 abonnements à l’année disponibles et accumulent quasiment 1 million de dollars de dette. En raison de ces déceptions sur la glace et en dehors, la franchise est transférée à Denver et est renommée Rockies du Colorado.

#### Les Rockies
L’équipe réalise un départ rafraichissant à Colorado, gagnant son premier match 4-2 contre Toronto. Ils entrent dans une spirale positive et apparaissent comme un candidat à une place en séries. En février les espoirs s’effondrent et les Rockies finissent la saison 1976-1977 avec un record de 20-46-14. La saison suivante, même s’ils finissent avec quelques victoires en moins, ils arrivent à arracher aux Canucks de Vancouver la dernière place des séries avec tout juste deux points d’avance, mais sont rapidement éliminés par les Flyers de Philadelphie dès le premier tour.
Avant le début de la saison 1978-1979, le propriétaire Jack Vickers vend l’équipe à Arthur Imperatore, qui annonce qu’il veut transférer l’équipe dans les meadowlands dans le New Jersey. La LNH pose son véto concernant ce mouvement, demandant à l’équipe de rester à Denver jusqu’à la fin de la construction du Brendan Byrne Arena. En 1980, l’équipe engage Don Cherry comme entraineur et fait l’acquisition d’une des vedettes des Maple Leafs, Lanny McDonald. Mais malgré ces mouvements, les Rockies réalisent la plus mauvaise saison de la ligue et jouent les deux saisons suivantes avec un transfert de la franchise toujours dans le champ des possibilités. Cette situation bancale se termine le 27 mai 1982, date à laquelle l’homme d’affaires de New Jersey, spécialisé dans l’export, John Mc Mullen achète l’équipe et annonce que le transfert tant attendu vers le New Jersey va finalement devenir une réalité.
Ce transfert apparut comme ayant très peu de sens : l’équipe devra jouer au carrefour des trois-États, territoires des triples champions de la Coupe Stanley, les Islanders de New York, tout comme celui des Rangers de New York. Mc Mullen a même du indemniser financièrement les Islanders, les Rangers et les Flyers pour avoir « envahi » leur territoire.

### New Jersey

#### 1982-1993

Le premier logo utilisé de 1982 à 1993.

L’équipe est rebaptisée les Devils du New Jersey, le 30 juin 1982. Plus de 10 000 personnes ont voté dans un concours organisé par un journal local pour choisir ce nom, qui est influencé par la légende du Diable de Jersey, une sinistre créature paléontologique censée habiter les Pine Barrens (marécages) du New Jersey.

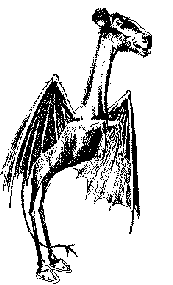
Dessin du diable du New Jersey en 1909.

Le premier match des Devils se finit sur un match nul 3-3 contre les Penguins de Pittsburgh. Leur première victoire, 3-2, viendra dans le contexte d’un match avec le rival de l’autre côté de l’Hudson, les Rangers de New York. L’équipe finit avec une fiche de 17 victoires et 49 défaites, ce qui les place trois points au-dessus de la dernière place de la division Patrick.

Lors de la saison suivante, les Devils ont été publiquement humiliés par Wayne Gretzky après avoir été balayés 13-4 par son équipe, les Oilers d'Edmonton : Gretzky, dérangé que son ancien coéquipier Ron Low joue pour une équipe qu’il considérait de niveau inférieur, déclare lors d’une interview d’après-match :
« Bien, il est temps que tout l'équipe s’y mette ensemble. Ils sont en train de discréditer la ligue tout entière. Ils devraient arrêter de faire fonctionner cette organisation de Mickey Mouse et mettre une vraie équipe sur la glace. »
Plus tard, Gretzky admit publiquement qu’il était allé trop loin avec son commentaire, mais maintenu en privé que son commentaire était adapté. En réponse, de nombreux supporters des Devils portèrent des oreilles de Mickey Mouse lorsque les Oilers jouèrent au New Jersey.
Lors de la saison 1983-1984 de la LNH, les Devils ont accueilli le 36e Match des étoiles de la LNH dans la Brendan Byrne Arena. Glen « Chico » Resch fut le gardien vainqueur et le défenseur des Devils, Joe Cirella, collecta un but dans la victoire de la conférence Wales sur la conférence Campbell (7 buts à 6). Cependant, l'équipe ne réalisa pas beaucoup des succès cette saison-là. L’entraineur en chef Bill MacMillan est congédié à mi-parcours et remplacé par Tom McVie. Les Devils entament alors la plus mauvaise passe de leur histoire, finissant avec 17 victoires et 56 défaites. Après la saison, Mc Vie est remplacé par Doug Carpenter.
En attendant, les Devils ont commencé à construire un noyau de jeunes joueurs. John MacLean, Kirk Muller et Pat Verbeek vont compléter le commandement du vétéran Glenn Resh. La fiche de l’équipe va s’améliorer chaque saison entre 1985 et 1987. Cependant, la présence des puissants Islanders, Flyers et des Capitals dans la Division Patrick implique que les Devils se retrouvent dans une bataille perdue d’avance contre les Rangers et les Penguins de Pittsburgh pour la dernière place en série de la division.
Espérant allumer une flamme dans cette équipe, Mc Mullen engage l’entraineur et le directeur sportif du Providence College en la personne de Lou Lamoriello. Il est placé en tant que président de l’équipe en avril 1987. Lamoriello se désigne lui-même directeur général peu de temps avant la saison 1987-1988. Cette décision entraine une vague de choc dans la ligue. Bien que Lamoriello ait été un entraineur universitaire pendant 19 ans, il n’a jamais joué, entrainé ou présidé dans la LNH.
La saison 1987-88 permet aux Devils de remporter le premier record dans cette franchise vieille de 13 ans et ce lors du dernier jour de la saison régulière, alors qu’ils sont à égalité avec les Rangers pour la dernière place qualificative des séries éliminatoires de la division Patrick. Après que New York eut battu les Nordiques de Québec 3-0, tous les yeux étaient tournés vers les Devils, qui jouaient contre les Blackhawks de Chicago. Les Devils étaient menés 3-2 à la moitié de la troisième période lorsque John MacLean égalisa, et avec deux minutes en prolongation, il rajouta le but de la victoire. Bien que les Devils et les Rangers finirent la saison avec 82 points, les Devils, avec une victoire de plus, gagnèrent leur place pour les séries et pour la seconde fois de l’histoire de la franchise.
L’équipe se fraye un chemin jusqu’à la finale de conférence mais perd contre les Bruins de Boston en sept matchs. Dans cette série, l’entraineur en chef, Jim Schoenfeld, agressa verbalement l’arbitre Don Koharski, criant des obscénités et lui suggérant d’aller « prendre un autre Donut ». L’incident eu pour conséquence la suspension de Schoenfeld, suspension contestée par la franchise qui fit appel à la cour supérieure du New Jersey. L’appel sans précédent à une autorité extérieure à la LNH donna en jugement préliminaire le droit aux Devils d’annuler la suspension de son entraîneur. En protestation, l’arbitre Dave Newell et ses arbitres de lignes boycottèrent le prochain match de série prévu entre New Jersey et Boston. Deux arbitres de lignes des ligues mineures furent trouvés à la hâte pour arbitrer ce match avec des tenues jaunes d’entraînement. Pour résoudre ce problème, la LNH suspendit Schoenfeld pour le match suivant. Plus tard, il admit son erreur et regretta ses commentaires. Les joueurs eurent pour entraineur leur directeur général, Lou Lamoriello, qui entraina là pour la première fois une équipe de LNH.
La saison suivante, les Devils passent une fois de plus en dessous de la barre des 50 % de victoires et ratent les séries. Lamoriello fait plusieurs transferts lors de l’après-saison, notamment la signature des deux premières vedettes soviétiques à jouer dans la LNH : Viatcheslav Fetissov et Sergueï Starikov. Les Devils avaient repêché Fetissov quelques années auparavant (en 1983), mais le gouvernement soviétique n’avait pas permis à Fetissov, qui était un officier militaire en même temps qu’un membre de l’équipe nationale, de quitter son pays. Peu de temps après, les Devils signent avec le partenaire de Fetissov en défense, Alekseï Kassatonov.
L’équipe entama sa réputation de « consommatrice » de beaucoup d’entraîneurs et au cours des deux saisons suivantes les mouvements derrière le banc se succèdent : Schoenfeld est remplacé par John Cunniff en 1989-1990, Tom Mc Vie reprend du service au cours de la saison 1990-1991. Il guide l’équipe vers sa troisième élimination de suite au premier tour des séries en 1992. Herb Brooks, célèbre entraîneur de l’équipe du  « miracle sur glace » de 1980, est amené pour la saison 1992-93, mais lorsque l’équipe est à nouveau éliminée au premier tour, il est renvoyé et immédiatement remplacé par l’ancien attaquant des Canadiens de Montréal, Jacques Lemaire.

#### 1993-2000

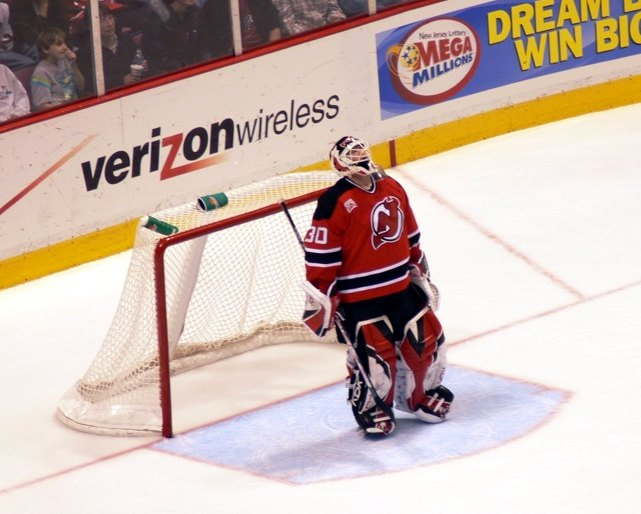
Martin Brodeur gardien historique des Devils.

Sous Lemaire, l’équipe va rugir durant la saison 1993-1994 avec dans son effectif des joueurs comme les défenseurs Scott Stevens et Scott Niedermayer, les attaquants Stéphane Richer, John MacLean, Bobby Holik ou encore Claude Lemieux. Les buts de l’équipe sont gardés par Chris Terreri et Martin Brodeur qui reçoit cette année-là le trophée Calder de la meilleure recrue de la saison.

L’équipe finit pour la première fois de son histoire avec plus de 100 points ce qui lui permet d’être second au classement derrière les Rangers de New York. Cependant, en raison d’un nouveau format des séries, les Devils sont placés en troisième position des séries de l’Est. Les rivaux se rencontrent en finale de conférence Est, qui ira en sept manches. Valeri Zelepoukine égalise dans le décisif septième match alors qu’il reste 7,7 secondes à jouer, mais les Devils perdront après deux périodes supplémentaires.
En dépit de la déception, l’équipe retourne en finale de conférence durant la saison suivante, saison raccourcie par la grève des dirigeants, et battent les Flyers de Philadelphie quatre manches à deux. En finale, ils vont balayer les archi-favoris, les Red Wings de Détroit pour remporter la première Coupe Stanley de leur histoire. Ce titre est aussi le premier titre d’une équipe professionnelle de l’État du New Jersey. Claude Lemieux est récompensé par le trophée Conn-Smythe, attribué au joueur le plus méritant des séries. Les Devils établirent cette année-là le record du plus grand nombre de victoires à l’extérieur durant une phase de séries avec 11 victoires. Cet immense succès arrive en même temps que les constantes rumeurs tablant sur un troisième déménagement de son histoire de la franchise vers Nashville.
Les Devils ratent les séries la saison suivante et n’atteignent pas le niveau de leurs espérances durant le reste de la décennie. Ils sont sortis au second tour des séries en 1997 par les Rangers et éliminés au premier tour des séries durant les deux années suivantes.

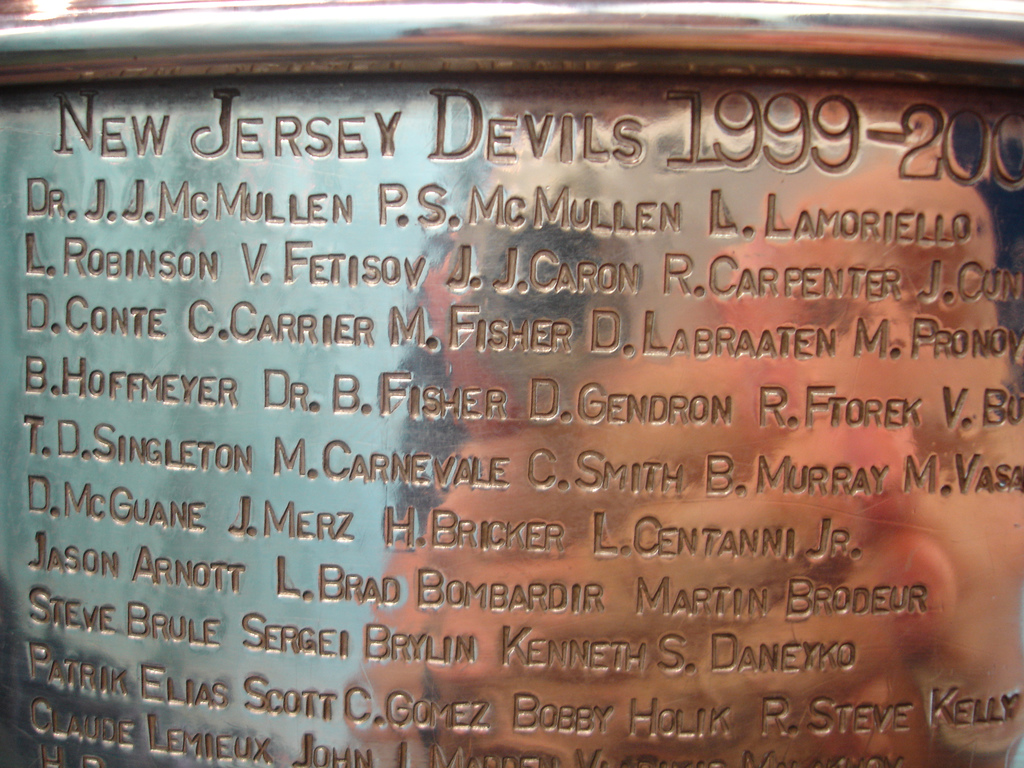
Les noms des Devils 1999-2000, sur la Coupe Stanley.

Mais en 1999-2000, ils atteignent le sommet à nouveau, battant les Stars de Dallas, les champions en titre, en six matchs pour gagner leur seconde coupe Stanley. Stevens, Holik, Lemieux, Niedermayer et Brodeur, tous partie intégrante de l’équipe de 1995, furent aidés cette fois par des nouveaux joueurs acquis durant les cinq saisons précédentes : Patrik Eliáš, Petr Sýkora, Jason Arnott, Aleksandr Moguilny et les recrues Brian Rafalski, John Madden et le gagnant du trophée Calder, Scott Gomez. Un des temps forts de cette seconde aventure victorieuse est la victoire totalement inespérée en finale de conférence où ils sont revenus de très loin. En effet, menés dans leur série contre les Flyers de Philadelphie trois manches à une, ils ont rebondi pour gagner cette série. C’est la première fois de l’histoire à la fois des Devils mais aussi de la LNH qu’en finale de conférence un déficit de 3-1 est surmonté. Le capitaine emblématique de l’équipe, Scott Stevens, fut nommé joueur le plus utile des séries et gagna ainsi le trophée Conn-Smythe, suivi par Jason Arnott, qui fut l’auteur du but de la victoire finale lors de la deuxième période supplémentaire durant le sixième match à Dallas.
Peu de temps avant cette victoire, Mc Mullen vend l’équipe à un groupe financier, « Puck Holdings », filiale de YankeeNets, pour 175 millions de dollars. Les propriétaires voulaient utiliser les Devils dans leur programme sur le réseau Yes et déplacer l’équipe dans un nouveau complexe à Newark. Aucune des propositions ne fut mise en application pendant la période de contrôle par Puck Holdings, les nouveaux propriétaires laissant les opérations liées aux Devils entre les mains de Lou Lamoriello. Pour le départ de la saison suivante, Lamoriello est engagé en tant que Cadre Supérieur (CEO) à la fois des Devils et des Nets. Il va rester à la tête de l’équipe de basket jusqu’à sa vente pour être déplacée vers Brooklyn.

#### 2001-2004
Guidé par la ligne Eliáš-Arnott-Sýkora et les performances impressionnantes de son gardien Martin Brodeur, les Devils atteignent la finale pour la seconde année consécutive. Ils perdent la série contre l'Avalanche du Colorado bien qu’ils aient mené la série 3-2 en jouant le sixième match à domicile.
La saison suivante, ils sont attendus comme des favoris une fois de plus, mais sont surpris dès le premier tour par les Hurricanes de la Caroline.
En 2003, les Devils ramènent pour la troisième fois la coupe Stanley au New Jersey, battant les Mighty Ducks d’Anaheim quatre matchs à trois. Leur parcours de série inclut une finale de conférence en sept manches contre les Sénateurs d'Ottawa, vainqueurs du trophée des présidents cette saison. Martin Brodeur, Scott Stevens, Scott Niedermayer, Ken Daneyko et Sergueï Brylin ont tous gagné leur troisième coupe, et après cette série, Daneyko, le chouchou des supporteurs depuis très longtemps, annonça sa retraite. Le trophée Conn-Smythe est remis au gardien de but d’Anaheim Jean-Sébastien Giguère, qui guida son équipe, septième de la conférence Ouest, dans un parcours surprise jusqu’en finale. Giguère fut le premier joueur ne faisant pas partie de l’équipe championne à être nommé joueur le plus méritant des séries depuis Ron Hextall en 1987. Cela déçut les supporteurs des Devils, surtout en tenant compte du fait que Brodeur gagna son duel contre Giguère en finale, réussissant d’ailleurs trois blanchissages. Certains journalistes spécialisés spéculèrent qu’aucun joueur de New Jersey ne gagna parce qu’ils étaient trop nombreux à pouvoir le gagner et cela conduit à des votes dispersés des journalistes sportifs chargés de désigner le vainqueur. Cependant, Brodeur fut récompensé par le trophée Vézina en tant que meilleur gardien de la saison régulière pour la première fois de sa carrière, et il ramenèra à nouveau ce trophée la saison suivante.
Cette saison, les Devils sont encore une fois éliminés des séries dès le premier tour, perdant contre les Flyers de Philadelphie. C’est à la même période que le patron de la société Lehman Brothers, Jeffrey Vanderbeek, qui était actionnaire minoritaire depuis la vente de 2000, se lance dans un contrôle d’intérêt sur la société Puck Holdings. Il démissionne de Lehman Brothers pour assumer à temps complet le rôle de propriétaire de la franchise.
Vanderbeek est un partisan acharné du projet de la patinoire à Newark, qui devait en premier lieu recevoir le financement par le conseil de la ville du temps des négociations avec Puck Holdings en 2002. Après une bataille juridique à propos de la participation financière de la ville et de l’utilisation de ce complexe, un accord final est approuvé par le Conseil en octobre 2004, et les travaux peuvent alors commencer mais un an plus tard. Néanmoins, les problèmes financiers menacent de mettre un terme à cet accord, et les Devils doivent fournir une lettre de degré de solvabilité exigée par la ville. Cette lettre arrive dans les derniers jours possibles en janvier 2006, alors que les constructions sont bien avancées. Vers la fin de l’été 2006, Cory Booker, qui vient d'être élu maire de Newark, promet de réévaluer l’accord passé. À la suite de cette réévaluation, il déclare soutenir le projet et en octobre il déclare qu'il y aura « une patinoire de première classe bâtie dans la ville de Newark, que cela plaise ou non », et peu de temps après les Devils concluent un accord incluant à la fois la propriété de la patinoire mais aussi les éventuelles pertes à venir. Cet accord permet d'apaiser les élus locaux. La patinoire de Newark est planifiée pour ouvrir au début de la saison 2007-2008.

#### Depuis 2004

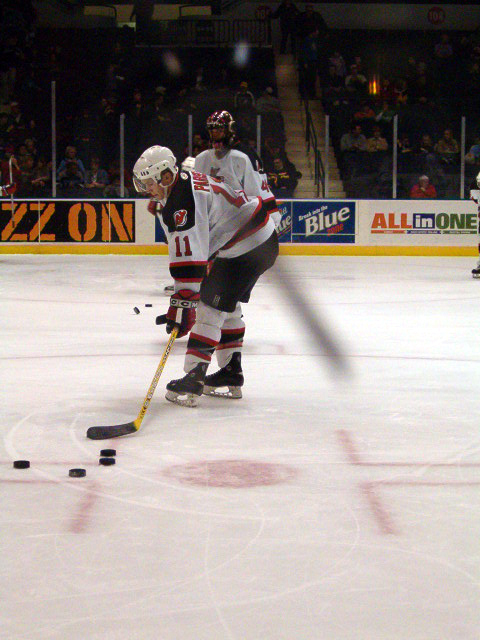
Zach Parisé

Durant le lock-out 2004-2005, plusieurs joueurs des Devils ont joué dans les ligues européennes et dans le championnat du monde de hockey sur glace. Patrik Eliáš, qui choisit d’évoluer dans le championnat russe, contracte le virus de l’hépatite A en mangeant du poisson mal préparé. Face au retour hypothétique d’Eliáš, au départ en tant qu’agent libre de Scott Niedermayer et à la retraite de Scott Stevens, Lamoriello signe précipitamment le défenseur vétéran Dan McGillis et deux anciens Devils : l’ailier Alexander Mogilny et le défenseur Vladimir Malakhov, aucun d’eux ne finira la saison sur la glace.
En juillet 2006, l’équipe annonce que son entraineur en chef Pat Burns ne reviendra pas pour la saison 2005-06 après avoir diagnostic un cancer pour la seconde fois en très peu de temps. L’entraineur assistant Larry Robinson, l’entraineur en chef de 2000 à 2002, est promu  pour commencer la saison. Les Devils sont à la peine dès le début de la saison, finissant l'année 2005 avec un record de 16-18-5, des chiffres très loin des standards attendus par la franchise. Robinson démissionne de son poste le 19 décembre et Lamoriello prend en main pour la seconde fois de son histoire l’équipe en tant qu’entraineur-intérimaire.
Une fois Eliáš remis sur pied de son hépatite, l’équipe retrouve très rapidement ses automatismes, finissant 46-27-9 après une fin de saison de 11 matchs sans défaite, dont une spectaculaire victoire 4-2 acquise contre Montréal. Durant cette dernière victoire de la saison régulière, les Devils arrachent à leurs rivaux le sixième titre de la division. Brian Gionta établit un nouveau record de franchise pour ce qui est du nombre de buts avec 48 buts, dépassant les 46 buts de Pat Verbeek.
Le 29 avril 2006, les Devils gagnent leur premier tour de séries contre les Rangers de New York par une impressionnante performance. 4 manches à 0. Ils n’avaient jamais gagné une série contre les Rangers. Cela permet de prolonger leur série de victoires. La saison se termine au tour suivant lors d’une défaite 4 à 1 lors du cinquième match contre les Hurricanes de la Caroline, qui iront jusqu’à leur première coupe Stanley cette année-là.
À l’intersaison, les Devils engagent l’ancien entraineur des Canadiens de Montréal, Claude Julien pour remplacer Lou Lamoriello derrière le banc mais le 2 avril, Julien est finalement renvoyé et remplacé par Lamoriello. Les Devils perdent au second tour des séries contre les Sénateurs d'Ottawa.
En décembre 2012, pendant le lock-out qui paralyse la LNH, les Devils qui sont débiteurs de 178 millions de dollars échappent à la banqueroute grâce à un accord financier avec la ligue et des banques.

## Style de jeu
Les Devils sont connus pour leur concept de défense avant tout depuis le mandat de Jacques Lemaire, lorsqu’il implémenta dans le système de l’équipe ce qu’on appela le « piège dans la zone neutre ». Ce système est là pour forcer l’équipe adverse à perdre le palet dans la zone neutre, amenant de nombreuses contre-attaques. Ce style de jeu, couplé à une faible affluence et un audimat faible, ont amené l’équipe à être critiqué par les médias et les fans des équipes perdants contre New Jersey et selon eux de « faire de la LNH quelque chose d’ennuyeux ».

Néanmoins, les Devils furent couronnés de succès en utilisant ce système, et l’entraineur de l’équipe Larry Robinson déclara que les Canadiens de Montréal (avec qui il gagna de nombreux trophées dans les années 1970) utilisaient dans le temps une forme de système analogue mais il n’avait pas le même nom.
Depuis Jacques Lemaire, l’équipe a moins adopté ce système de piège mais fonctionne plus un jeu en transition, un style de jeu « court et tire ». Des joueurs comme John Madden, qui excelle pour marquer des buts en infériorité numérique, a mené l’équipe en jouant avec beaucoup de passion, de vitesse et un repli défensive pour récupérer le palet le plus rapidement possible et gêner les attaques adverses. De même, Scott Gomez, Brian Gionta et Patrik Eliáš sont connus pour être de sérieux créateurs pour ce qui concerne l’aspect offensif du jeu. Les petits nouveaux Zach Parisé et Travis Zajac sont dans cette même école alliant rigueur défensive, vitesse et qualité offensive.
Lors de la saison 2006-2007, les Devils se démarquent des autres équipes de la LNH sur deux points. C'est l’équipe qui possède le plus de joueurs américains de la ligue (treize joueurs dont un grand nombre sont membres de l’équipe nationale) et plus rare dans cette ligue moderne, seul cinq joueurs ne sont pas issus du sérail de la franchise (à savoir Brad Lukowich, Richard Matvichuk, Jamie Langenbrunner, Erik Rasmussen et Jason Wiemer). Tous les autres ont fait leur première saison LNH avec les Devils, la majeure partie ayant été repêché aux différents tours de ronde ou récupérés en tant qu’agent libre directement en Europe (comme Brian Rafalski, John Madden ou dernièrement Johnny Oduya). Cette notion de promotion interne et de travail avec les jeunes est une spécificité de cette franchise depuis l’arrivée de Lou Lamoriello.

## Les couleurs de l’équipe et la mascotte

### Le logo

Le logo actuel des Devils.

Le logo des Devils est un monogramme composé des lettres N et J, rendu avec deux cornes de diables au sommet du J et une queue pointue au bas de cette même lettre. En plus du N et du J, il y a le D (pour Devils) qui apparait sur le logo. Rouge avec des contours noirs, le monogramme est entouré par un cercle noir. Le logo est placé sur fond blanc en plein milieu de la poitrine. Avant la saison 1992, le cercle noir à l’extérieur était vert. 
Contrairement à un grand nombre de franchises de la LNH qui ont pour tendance de changer assez souvent de logo (ou même d’en avoir plusieurs), les Devils portent depuis leur première saison le même logo et seul la couleur du cercle a changé. De même, ils n’ont pas de logo alternatif.

### Le maillot

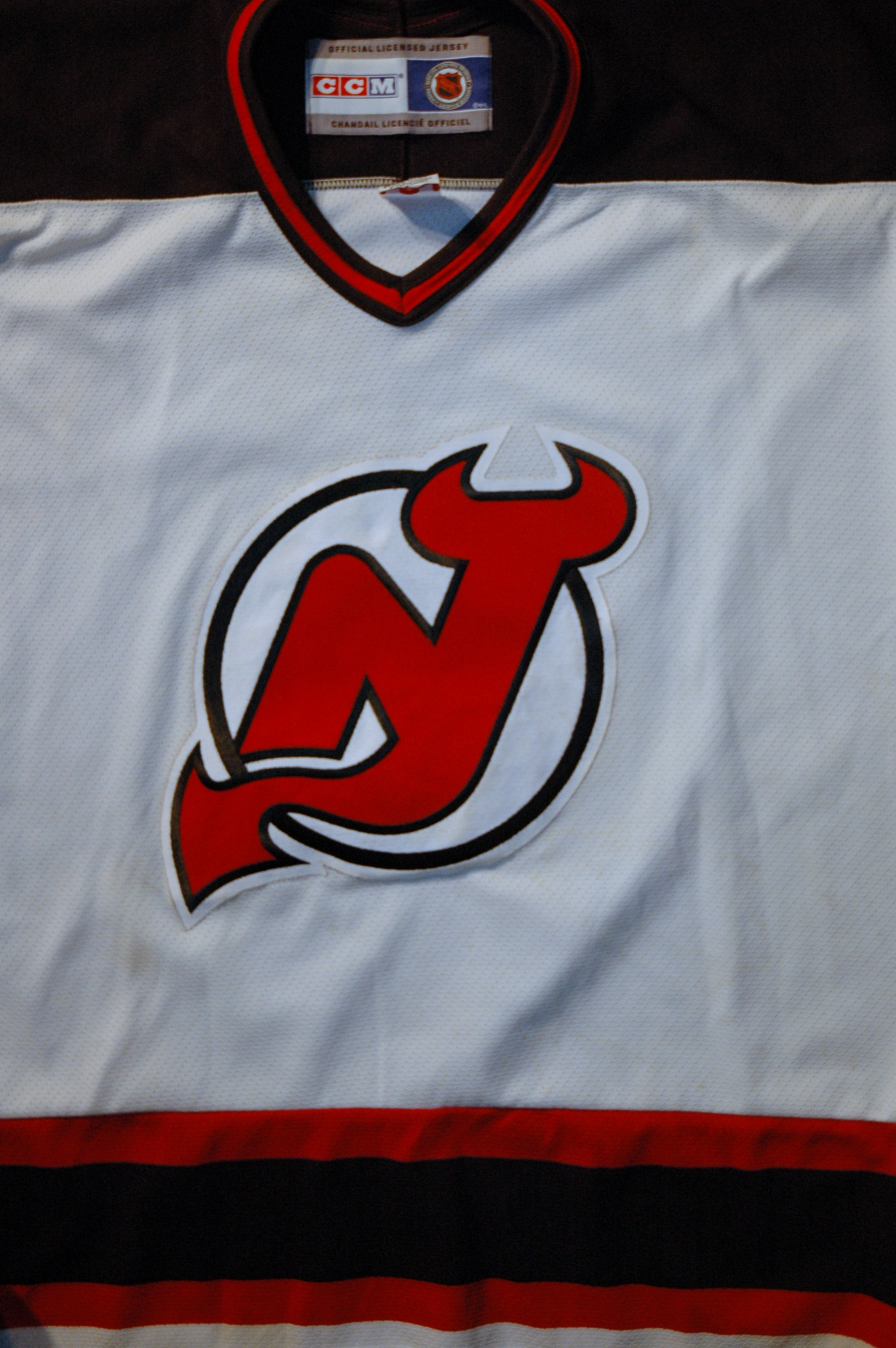
Le maillot des Devils.

Le maillot actuel est utilisé depuis 1992. Les couleurs actuelles de l’équipe sont le rouge, noir et blanc et ces couleurs peuvent être vues à la fois sur le maillot domicile et sur celui de l’extérieur. Le maillot à domicile, qui était le maillot des matchs à l’extérieur jusqu’en 2004, année où LNH a décidé d’échanger les maillots domiciles/extérieur, est à forte dominance rouge en couleur. Il y a trois bandes noires et blanches, une au travers de chacun des bras et une autour de la taille. Le maillot pour les matchs à l’extérieur est l’ancien maillot des matchs à domicile, de couleur blanche avec le même design, excepté que les bandes sont de couleurs noires et rouges. Les épaules sont drapées de noir sur les deux uniformes. Avant 1993, les maillots étaient verts et rouge avec quelques différences au niveau des bandes de couleurs.

### La mascotte
La mascotte actuelle s’appelle « NJ Devil », un diable de 2,13 mètres, qui joue le rôle principal dans le mythe du diable du Jersey. NJ Devil garde la foule passionnée, signe des autographes, participe à des jeux durant les périodes, patine sur la glace et parcourt les allées de la patinoire pour taper dans la main des fans.
Avant 1993, la mascotte était « Slapshot », un gros palet de hockey au couleur de New Jersey qui interagissait lui aussi avec les supporters. Cependant, l’homme à l’intérieur du costume, Brad Patrick Ebben, fut licencié après avoir incorrectement touché trois femmes avec son costume. Pour éviter toute poursuite judiciaire, Slapshop fut retiré et n’est plus jamais revenu depuis.

## Joueurs

### Joueurs actuels
La liste ci-dessous reprend les joueurs faisant actuellement partie de l'effectif des Devils.
| No    | Nom                 | Nat. | Position      | Arrivée                       | Salaire        |
| ----- | ------------------- | ---- | ------------- | ----------------------------- | -------------- |
| +029, | Mackenzie Blackwood |      | Gardien       | 2015 - Repêchage              | +02 800 000, $ |
| +040, | Akira Schmid        |      | Gardien       | 2018 - Repêchage              | +00850 833, $  |
| +041, | Vítek Vaněček       |      | Gardien       | 2022 - Capitals de Washington | +03 400 000, $ |
| +045, | Jonathan Bernier    |      | Gardien       | 2021 - Agent libre            | +04 125 000, $ |
| +002, | Brendan Smith       |      | Défenseur     | 2022 - Agent libre            | +01 100 000, $ |
| +006, | John Marino         |      | Défenseur     | 2022 - Penguins de Pittsburgh | +04 400 000, $ |
| +007, | Dougie Hamilton     |      | Défenseur     | 2021 - Agent libre            | +09 000 000, $ |
| +028, | Damon Severson      |      | Défenseur     | 2012 - Repêchage              | +04 166 666, $ |
| +033, | Ryan Graves         |      | Défenseur     | 2021 - Avalanche du Colorado  | +03 166 667, $ |
| +071, | Jonas Siegenthaler  |      | Défenseur     | 2021 - Capitals de Washington | +01 125 000, $ |
| +088, | Kevin Bahl          |      | Défenseur     | 2019 - Coyotes de l'Arizona   | +00795 000, $  |
| +010, | Alexander Holtz     |      | Ailier droit  | 2020 - Repêchage              | +00894 167, $  |
| +013, | Nico Hischier – C   |      | Centre        | 2017 - Repêchage              | +07 250 000, $ |
| +014, | Nathan Bastian      |      | Ailier droit  | 2021 - Ballottage             | +00825 000, $  |
| +017, | Yegor Sharangovich  |      | Centre        | 2018 - Repêchage              | +02 000 000, $ |
| +018, | Ondřej Palát – A    |      | Ailier gauche | 2022 - Agent libre            | +06 000 000, $ |
| +020, | Michael McLeod      |      | Centre        | 2016 - Repêchage              | +00975 000, $  |
| +044, | Miles Wood          |      | Ailier gauche | 2013 - Repêchage              | +03 200 000, $ |
| +049, | Fabian Zetterlund   |      | Ailier gauche | 2017 - Repêchage              | +00750 000, $  |
| +056, | Erik Haula          |      | Ailier gauche | 2022 - Bruins de Boston       | +02 375 000, $ |
| +063, | Jesper Bratt        |      | Ailier gauche | 2016 - Repêchage              | +05 450 000, $ |
| +070, | Jesper Boqvist      |      | Centre        | 2017 - Repêchage              | +00874 125, $  |
| +086, | Jack Hughes – A     |      | Centre        | 2019 - Repêchage              | +08 000 000, $ |
| +090, | Tomáš Tatar         |      | Ailier gauche | 2021 - Agent libre            | +04 500 000, $ |
| +091, | Dawson Mercer       |      | Centre        | 2021 - Repêchage              | +00894 167, $  |

### Joueurs du passé

#### Capitaines
Voici la liste des capitaines des Devils au cours de leur histoire.
| Période     | Nom du ou des joueurs |
| ----------- | --------------------- |
| 1983-1984   | Donald Lever          |
| 1984-1987   | Melvin Bridgman       |
| 1988-1991   | Kirk Muller           |
| 1991-1992   | Bruce Driver          |
| 1993-2004   | Scott Stevens         |
| 2003-2004   | Scott Niedermayer     |
| 2006-2008   | Patrik Eliáš          |
| 2007-2011   | Jamie Langenbrunner   |
| 2011-2012   | Zachary Parisé        |
| 2013-2015   | Bryce Salvador        |
| 2015-2020   | Andrew Greene         |
| Depuis 2021 | Nico Hischier         |

#### Au Temple de la renommée
Cette section présente les joueurs importants dans l’histoire des Devils qui ont acquis une des plus belles récompense dans la LNH, l’accès au Temple de la renommée du hockey.
Les joueurs qui font aujourd'hui partie du temple de la renommée et qui auront réellement marqué les esprits des Devils sont :  
- Viatcheslav Fetissov[21]. Il est l'un des deux premiers joueurs de l'Union soviétique à jour en Amérique du Nord par la volonté du directeur général des Devils en 1990. Il est admis au temple de la renommée en 2001.
- Peter Šťastný[22]. Il joue pour les Devils pendant quatre saisons même s'il les quitte la saison avant leur premier titre.

#### Choix de premier tour
Cette section présente les premiers choix de repêchage des Devils, le rang auquel ils ont été choisis, l'équipe et la ligue mineure dans laquelle ils évoluaient la saison avant le repêchage.
| Année | Joueur                                                | Rang                         | Équipe junior                                                                     |
| ----- | ----------------------------------------------------- | ---------------------------- | --------------------------------------------------------------------------------- |
| 1982  | Rocky Trottier Ken Daneyko                            | 8e 18e                       | Bighorns de Billings (LHOu) Breakers de Seattle (LHOu)                            |
| 1983  | John MacLean                                          | 6e                           | Generals d'Oshawa (LHO)                                                           |
| 1984  | Kirk Muller                                           | 2e                           | Platers de Guelph (LHO)                                                           |
| 1985  | Craig Wolanin                                         | 3e                           | Rangers de Kitchener (LHO)                                                        |
| 1986  | Neil Brady                                            | 3e                           | Tigers de Medicine Hat (LHOu)                                                     |
| 1987  | Brendan Shanahan                                      | 2e                           | Knights de London (LHO)                                                           |
| 1988  | Corey Foster                                          | 12e                          | Petes de Peterborough (LHO)                                                       |
| 1989  | Bill Guerin Jason Miller                              | 5e 18e                       | Olympiques de Springfield (LHJNA) Tigers de Medicine Hat (LHOu)                   |
| 1990  | Martin Brodeur                                        | 20e                          | Laser de Saint-Hyacinthe (LHJMQ)                                                  |
| 1991  | Scott Niedermayer Brian Rolston                       | 3e 11e                       | Blazers de Kamloops (LHOu) Compuware de Détroit (NAHL)                            |
| 1992  | Jason Smith                                           | 18e                          | Pats de Regina (LHOu)                                                             |
| 1993  | Denis Pederson                                        | 13e                          | Raiders de Prince Albert (LHOu)                                                   |
| 1994  | Vadim Charifianov                                     | 25e                          | Salavat Ioulaïev Oufa (Superliga)                                                 |
| 1995  | Peter Sýkora                                          | 18e                          | Vipers de Détroit (LIH)                                                           |
| 1996  | Lance Ward                                            | 10e                          | Rebels de Red Deer (LHOu)                                                         |
| 1997  | Jean-François Damphousse                              | 24e                          | Wildcats de Moncton (LHJMQ)                                                       |
| 1998  | Mike Van Ryn Scott Gomez                              | 26e 27e                      | Michigan Wolverines (NCAA) Americans de Tri-City (LHOu)                           |
| 1999  | Ari Ahonen                                            | 27e                          | JYP Jyväskylä (SM-liiga)                                                          |
| 2000  | David Hale                                            | 22e                          | Musketeers de Sioux City (USHL)                                                   |
| 2001  | Adrian Foster                                         | 28e                          | Blades de Saskatoon (LHOu)                                                        |
| 2002  | Pas de choix de premier tour                          | Pas de choix de premier tour | Pas de choix de premier tour                                                      |
| 2003  | Zach Parisé                                           | 17e                          | Fighting Sioux de North Dakota (NCAA)                                             |
| 2004  | Travis Zajac                                          | 20e                          | Silverbacks de Salmon Arm (LHCB)                                                  |
| 2005  | Nicklas Bergfors                                      | 23e                          | Södertälje SK Jr. (Allsvenskan)                                                   |
| 2006  | Matt Corrente                                         | 30e                          | Spirit de Saginaw (LHO)                                                           |
| 2007  | Pas de choix de premier tour                          | Pas de choix de premier tour | Pas de choix de premier tour                                                      |
| 2008  | Mattias Tedenby                                       | 24e                          | HV 71 (Elitserien)                                                                |
| 2009  | Jacob Josefson                                        | 20e                          | Djurgårdens IF (Elitserien)                                                       |
| 2010  | Pas de choix de premier tour                          | Pas de choix de premier tour | Pas de choix de premier tour                                                      |
| 2011  | Adam Larsson                                          | 4e                           | Skellefteå AIK (Elitserien)                                                       |
| 2012  | Stefan Matteau                                        | 29e                          | Équipe des États-Unis des moins de 18 ans (USHL)                                  |
| 2013  | Pas de choix de premier tour                          | Pas de choix de premier tour | Pas de choix de premier tour                                                      |
| 2014  | John Quenneville                                      | 30e                          | Wheat Kings de Brandon (LHOu)                                                     |
| 2015  | Pavel Zacha                                           | 6e                           | Sting de Sarnia (LHO)                                                             |
| 2016  | Michael McLeod                                        | 12e                          | Steelheads de Mississauga (LHO)                                                   |
| 2017  | Nico Hischier                                         | 1er                          | Mooseheads d'Halifax (LHJMQ)                                                      |
| 2018  | Ty Smith                                              | 17e                          | Chiefs de Spokane (LHOu)                                                          |
| 2019  | Jack Hughes                                           | 1er                          | USNTDP U18 (USHL)                                                                 |
| 2020  | Alexander Holtz Dawson Mercer Chakir Moukhamadoulline | 7e 18e 20e                   | Djurgårdens IF (SHL) Saguenéens de Chicoutimi (LHJMQ) Salavat Ioulaïev Oufa (KHL) |
| 2021  | Luke Hughes Chase Stillman                            | 4e 29e                       | USNTDP U18 (USHL) Wolves de Sudbury (LHO)                                         |
| 2022  | Šimon Nemec                                           | 2e                           | HK Nitra (Extraliga slovaque)                                                     |

### Meilleurs pointeurs
Voici les statistiques des dix meilleurs joueurs de la franchise.
En date du mois de septembre 2012
| Joueur            | PJ   | B   | A   | Pts |
| ----------------- | ---- | --- | --- | --- |
| Patrik Eliáš      | 1042 | 361 | 533 | 894 |
| John MacLean      | 934  | 347 | 354 | 701 |
| Kirk Muller       | 556  | 185 | 335 | 520 |
| Scott Niedermayer | 892  | 112 | 364 | 476 |
| Bobby Holik       | 786  | 202 | 270 | 472 |
| Scott Gomez       | 548  | 116 | 334 | 450 |
| Scott Stevens     | 956  | 93  | 337 | 430 |
| Aaron Broten      | 581  | 147 | 283 | 430 |
| Zach Parisé       | 502  | 194 | 216 | 410 |
| Bruce Driver      | 702  | 83  | 316 | 399 |
| Petr Sýkora       | 527  | 166 | 228 | 394 |

#### Numéros retirés
À l'heure actuelle, cinq anciens joueurs des Devils ont vu leur numéro retirés.
| No  | Joueur            | Position       | Carrière  | Date du retrait  |
| --- | ----------------- | -------------- | --------- | ---------------- |
| 3   | Ken Daneyko       | Défenseur      | 1983-2003 | 24 mars 2006     |
| 4   | Scott Stevens     | Défenseur      | 1982-2004 | 3 février 2006   |
| 26  | Patrik Eliáš      | Ailier gauche  | 1992-2017 | 24 février 2018  |
| 27  | Scott Niedermayer | Défenseur      | 1991-2010 | 16 décembre 2011 |
| 30  | Martin Brodeur    | Gardien de but | 1991-2015 | 9 février 2016   |
| 99* | Wayne Gretzky     | Centre         | 1978-1999 | 6 février 2000   |

* Numéro retiré pour toutes les équipes par la LNH lors du 50e Match des étoiles.

## Dirigeants

### Entraîneurs-chefs
La liste ci-dessous reprend l'ensemble des entraîneurs des Devils depuis leur création.
| No | Nom                      | Premier match    | Dernier match    | Saison régulière | Saison régulière | Saison régulière | Saison régulière | Saison régulière | Saison régulière | Saison régulière | Séries éliminatoires | Séries éliminatoires | Séries éliminatoires | Séries éliminatoires | Remarques                                          |
| No | Nom                      | Premier match    | Dernier match    | PJ               | V                | D                | N                | DP               | P                | % V              | PJ                   | V                    | D                    | % V                  | Remarques                                          |
| -- | ------------------------ | ---------------- | ---------------- | ---------------- | ---------------- | ---------------- | ---------------- | ---------------- | ---------------- | ---------------- | -------------------- | -------------------- | -------------------- | -------------------- | -------------------------------------------------- |
| 1  | William MacMillan*       | 5 octobre 1982   | 19 novembre 1983 | 100              | 19               | 67               | 14               | -                | 52               | 26,0             | -                    | -                    | -                    | -                    |                                                    |
| 2  | Tom McVie                | 23 novembre 1983 | 1er avril 1984   | 60               | 15               | 38               | 7                | -                | 37               | 30,8             | -                    | -                    | -                    | -                    |                                                    |
| 3  | Doug Carpenter           | 12 octobre 1984  | 25 janvier 1988  | 290              | 100              | 166              | 24               | -                | 224              | 38,6             | -                    | -                    | -                    | -                    |                                                    |
| 4  | James Schoenfeld         | 28 janvier 1988  | 4 novembre 1989  | 124              | 50               | 59               | 15               | -                | 115              | 46,4             | 20                   | 11                   | 9                    | 55,0                 |                                                    |
| 5  | John Cunniff             | 8 novembre 1989  | 3 mars 1991      | 133              | 59               | 56               | 18               | -                | 136              | 51,1             | 6                    | 2                    | 4                    | 33,3                 |                                                    |
| 6  | Tom McVie                | 5 mars 1991      | 1er mai 1992     | 93               | 42               | 36               | 15               | -                | 99               | 53,2             | 14                   | 6                    | 8                    | 42,9                 |                                                    |
| 7  | Herbert Brooks           | 6 octobre 1992   | 26 avril 1993    | 84               | 40               | 37               | 7                | -                | 87               | 51,8             | 5                    | 1                    | 4                    | 20,0                 |                                                    |
| 8  | Jacques Lemaire          | 6 octobre 1993   | 2 mai 1998       | 378              | 199              | 122              | 57               | -                | 455              | 60,2             | 56                   | 34                   | 22                   | 60,7                 | trophée Jack-Adams en 1993-1994 Coupe Stanley 1995 |
| 9  | Robert Ftorek            | 10 octobre 1998  | 23 mars 2000     | 156              | 88               | 44               | 19               | 5                | 200              | 62,5             | 7                    | 3                    | 4                    | 42,9                 |                                                    |
| 10 | Larry Robinson           | 24 mars 2000     | 26 janvier 2002  | 141              | 73               | 43               | 19               | 6                | 171              | 60,6             | 48                   | 31                   | 17                   | 64,6                 | Coupe Stanley 2000 Finale de la Coupe Stanley 2001 |
| 11 | Kevin Constantine        | 29 janvier 2002  | 27 avril 2002    | 31               | 20               | 8                | 2                | 1                | 43               | 67,7             | 6                    | 2                    | 4                    | 33,3                 |                                                    |
| 12 | Patrick Burns            | 10 octobre 2002  | 17 avril 2004    | 164              | 89               | 45               | 22               | 8                | 208              | 63,4             | 29                   | 17                   | 12                   | 58,6                 | Coupe Stanley 2003                                 |
| 13 | Larry Robinson           | 5 octobre 2005   | 17 décembre 2005 | 32               | 14               | 13               | -                | 5                | 33               | 51,6             | -                    | -                    | -                    | -                    |                                                    |
| 14 | Louis Lamoriello         | 20 décembre 2005 | 14 mai 2006      | 50               | 32               | 14               | -                | 4                | 68               | 68,0             | 9                    | 5                    | 4                    | 55,5                 |                                                    |
| 15 | Claude Julien            | 6 octobre 2006   | 1er avril 2007   | 79               | 47               | 24               | -                | 8                | 102              | 64,6             | -                    | -                    | -                    | -                    |                                                    |
| 16 | Louis Lamoriello         | 3 avril 2007     | 5 mai 2007       | 3                | 2                | 0                | -                | 1                | 5                | 83,3             | 11                   | 5                    | 6                    | 45,5                 |                                                    |
| 17 | Brent Sutter             | 4 octobre 2007   | 28 avril 2009    | 164              | 97               | 56               | -                | 11               | 205              | 62,5             | 12                   | 4                    | 8                    | 33,3                 |                                                    |
| 18 | Jacques Lemaire          | 3 octobre 2009   | 11 avril 2010    | 82               | 48               | 27               | -                | 7                | 103              | 62,8             | 5                    | 1                    | 4                    | 20,0                 |                                                    |
| 19 | John MacLean             | 8 octobre 2010   | 21 décembre 2010 | 33               | 9                | 22               | -                | 2                | 20               | 30,3             | -                    | -                    | -                    | -                    |                                                    |
| 20 | Jacques Lemaire          | 23 décembre 2010 | 10 avril 2011    | 49               | 29               | 17               | -                | 3                | 61               | 62,2             | -                    | -                    | -                    | -                    |                                                    |
| 21 | Peter DeBoer             | 8 octobre 2011   | 23 décembre 2014 | 212              | 102              | 76               | -                | 34               | 238              | 56,1             | 24                   | 14                   | 10                   | 58,3                 | Finale de la Coupe Stanley 2012                    |
| 22 | Adam Oates Scott Stevens | 27 décembre 2014 | 11 avril 2015    | 46               | 20               | 19               | -                | 7                | 47               | 51,1             | -                    | -                    | -                    | -                    |                                                    |
| 24 | John Hynes (en)          | 9 octobre 2015   | 3 décembre 2019  | 354              | 150              | 159              | -                | 45               | 345              | 48,7             | 5                    | 1                    | 4                    | 20                   |                                                    |
| 25 | Alain Nasreddine         | 3 décembre 2019  | 9 juillet 2020   | 43               | 19               | 16               | -                | 8                | 46               | 53,5             | -                    | -                    | -                    | -                    |                                                    |
| 26 | Lindy Ruff               | 9 juillet 2020   | 4 mars 2024      | 220              | 98               | 98               | -                | 24               | 220              | 50,0             | 12                   | 5                    | 7                    | 41,7                 |                                                    |
| 27 | Travis Green             | 4 mars 2024      | 7 mai 2024       | 21               | 8                | 12               | -                | 1                | 17               | 40,5             | -                    | -                    | -                    | -                    |                                                    |
| 28 | Sheldon Keefe            | 23 mai 2024      |                  |                  |                  |                  |                  |                  |                  |                  |                      |                      |                      |                      |                                                    |

* Déjà en poste avec les Rockies du Colorado

### Directeurs généraux
| No | Nom               | Engagement        | Départ            | Remarques                                                                  |
| -- | ----------------- | ----------------- | ----------------- | -------------------------------------------------------------------------- |
| 1  | William MacMillan | 4 mai 1981*       | 22 novembre 1983  |                                                                            |
| 2  | Maxwell McNab     | 22 novembre 1983  | 10 septembre 1987 |                                                                            |
| 3  | Louis Lamoriello  | 10 septembre 1987 | 4 mai 2015        | Coupes Stanley 1995, 2000 et 2003 Finales de la Coupe Stanley 2001 et 2012 |
| 4  | Rejean Shero      | 4 mai 2015        | 12 janvier 2020   |                                                                            |
| 5  | Thomas Fitzgerald | 12 janvier 2020   |                   |                                                                            |

* Déjà en poste avec les Rockies du Colorado

## Palmarès

### Trophées d'équipe
- Coupe Stanley : 1995, 2000 et 2003
- Trophée Prince de Galles : 1995, 2000, 2001, 2003 et 2012

### Trophées individuels
- Trophée James-Norris : Scott Niedermayer (2004)
- Trophée Conn-Smythe : Claude Lemieux (1995) et Scott Stevens (2000)
- Trophée Bill-Masterton : Ken Daneyko (2000) et Brian Boyle (2018)
- Trophée Frank-J.-Selke : John Madden (2001)
- Trophée Vézina : Martin Brodeur (2003, 2004, 2007 et 2008)
- Trophée William-M.-Jennings : Martin Brodeur (5) et Mike Dunham
- Trophée plus-moins de la LNH : Scott Stevens et Patrik Eliáš
- Trophée Jack-Adams : Jacques Lemaire

## Records de la franchise

### Équipe
70 parties ou plus
- Le plus de points : 112 en 2022-2023
- Le plus de victoires : 52 en 2022-2023
- Le plus de matchs nuls : 21* en 1977-1978 ; 15 en 1990-1991
- Le plus de défaites : 56 en 1975-1976 et en 1983-1984
- Le plus de buts pour : 308 en 1992-1993
- Le plus de buts contre : 374 en 1985-1986
- Le moins de points : 36* en 1975-1976 ; 41 en 1983-1984
- Le moins de victoires : 12* en 1975-1976 ; 17 en 1982-1983 et en 1983-1984
- Le moins de matchs nuls : 3 en 1985-1986
- Le moins de défaites : 19 en 2000-2001
- Le moins de buts pour : 174 en 2010-2011
- Le moins de buts contre : 164 en 2003-2004
- La plus longue série consécutive de victoires (en tout) : 13, du 26 février au 23 mars 2001
- La plus longue série consécutive de victoires (à domicile) : 11, du 9 février au 20 mars 2009
- La plus longue série consécutive de victoires (à l'étranger) : 10, du 27 février au 7 avril 2001
- La plus longue série consécutive sans défaite (en tout) : 13, (Réalisé en 4 occasions)
- La plus longue série consécutive sans défaite (à domicile) : 15, du 8 janvier au 15 mars 1997 (9 victoires et 6 matchs nuls)
- La plus longue série consécutive sans défaite (à l'étranger) : 10, du 27 février au 7 avril 2001 (10 victoires)
- La plus longue série consécutive de défaites (en tout) : 14*, du 30 décembre 1975 au 29 janvier 1976 ; 10, du 14 octobre au 4 novembre 1983
- La plus longue série consécutive de défaites (à domicile) : 9, du 22 décembre 1985 au 6 février 1986
- La plus longue série consécutive de défaites (à l'étranger) : 12, du 19 octobre au 1er décembre 1983
- La plus longue série consécutive sans victoire (en tout) : 27*, du 12 février au 4 avril 1976 (21 défaites et 6 matchs nuls) ; 18, du 20 octobre au 26 novembre 1982 (14 défaites et 4 matchs nuls)
- La plus longue série consécutive sans victoire (à domicile) : 14*, du 12 février au 30 mars 1976 (10 défaites et 4 matchs nuls) et du 4 février au 31 mars 1979 (12 défaites et 2 matchs nuls) : 9, du 22 décembre 1985 au 6 février 1986 (9 défaites)
- La plus longue série consécutive sans victoire (à l'étranger) : 32*, du 12 novembre 1977 au 15 mars 1978 (22 défaites et 10 matchs nuls) ; 14, du 26 décembre 1982 au 5 mars 1983 (13 défaites et 1 match nul)
- Le plus de blanchissages en une saison : 14 en 2003-2004
- Le plus minutes de pénalités en une saison : 2 494 en 1988-1989
- Le plus de buts en un match : 9, (Réalisé en 9 occasions)

### Individuel
- Le plus de saisons : 21, Martin Brodeur
- Le plus de matchs : 1 283, Ken Daneyko
- Le plus de buts en carrière : 406, Patrik Eliáš
- Le plus de passes en carrière : 611, Patrik Eliáš
- Le plus de points en carrière : 1 017, Patrik Eliáš (406B, 611A)
- Le plus de minutes de pénalités en carrière : 2 519, Ken Daneyko
- Le plus de blanchissages en carrière : 124, Martin Brodeur
- La plus longue série consécutive de matchs : 401, Travis Zajac (du 29 octobre 2006 au 10 avril 2011)
- Le plus de buts en une saison : 48, Brian Gionta en 2005-2006
- Le plus de passes en une saison : 60, Scott Stevens en 1993-1994
- Le plus de points en une saison : 99, Jack Hughes en 2022-2023 (43B, 56A)
- Le plus de minutes de pénalités en une saison : 295, Krzysztof Oliwa en 1997-1998
- Le plus de points par un défenseur en une saison : 78, Scott Stevens en 1993-1994 (18B, 60A)
- Le plus de points par un centre en une saison : 94, Kirk Muller en 1987-1988 (37B, 57A)
- Le plus de points par un ailier droit en une saison : 89, Brian Gionta en 2005-2006 (48B, 41A)
- Le plus de points par un ailier gauche en une saison : 96, Patrik Eliáš en 2000-2001 (40B, 56A)
- Le plus de points par une recrue en une saison : 70, Scott Gomez en 1999-2000 (19B, 51A)
- Le plus de blanchissages en une saison : 12, Martin Brodeur en 2006-2007
- Le plus de buts en un match : 4, (Réalisé en 6 occasions)
- Le plus de passes en un match : 5, Greg Adams le 10 octobre 1985, Kirk Muller le 25 mars 1987, Tom Kurvers le 13 février 1989 et Scott Gomez le 30 mars 2003
- Le plus de points en un match : 6, Kirk Muller le 29 octobre 1986 (3B, 3A)

* Records incluant les Scouts de Kansas City et les Rockies du Colorado, 1974-1975 jusqu'à 1981-1982.